# Leia pilosa
Leia pilosa är en tvåvingeart som beskrevs av Toyohi Okada 1938. Leia pilosa ingår i släktet Leia och familjen svampmyggor. Inga underarter finns listade i Catalogue of Life.